# Personnalités roumaines de la culture

## Écrivains
- Martha Bibescu, connue sous le nom francisé de Marthe Bibesco
- Lucian Blaga
- Max Blecher
- George Călinescu
- Mircea Cărtărescu
- Paul Celan
- Emil Cioran
- Mircea Eliade
- Mihai Eminescu
- Benjamin Fondane
- Virgil Ierunca
- Eugène Ionesco
- Panaït Istrati
- Gherasim Luca
- Ioan Vieru
- Norman Manea
- Adrian Marino
- Liviu Antonesei
- Anna de Noailles (née Brancovan)
- Constantin Noica
- Tristan Tzara
- Ilarie Voronca
- Horia-Roman Patapievici
- Mihai Șora
- Urmuz
- Tudor Vianu

## Artistes plastiques
- Ion Andreescu (peintre)
- Gheorghe Anghel (sculpteur)
- George Apostu (sculpteur)
- Corneliu Baba (peintre)
- Octav Bancila (peintre)
- Tudor Banuș (peintre)
- Horia Bernea (peintre)
- Victor Brauner (peintre)
- Constantin Brâncuși (sculpteur)
- Botarro (sculpteur)
- Vasile Chinschi (peintre)
- Horia Damian (sculpteur)
- Dumitru Gorzo (peintre)
- Nicolae Grigorescu (peintre)
- Ion Irimescu (sculpteur)
- Ion Jalea (sculpteur)
- Ștefan Luchian (peintre)
- Ion Mirea (peintre)
- Ion Pacea (peintre)
- Theodor Pallady (peintre)
- Jules Perahim (peintre)
- Dan Perjovschi (dessinateur)
- Vasile Pintea (peintre)
- Daniel Spoerri (sculpteur,peintre, installationiste,performer)

## Musiciens
- Lola Bobesco (violoniste)
- Nicolae Branzeu (compositeur, chef d'orchestre)
- Johannes Caioni (compositeur)
- Maria Cebotari (soprano)
- Sergiu Celibidache (chef d'orchestre)
- Viorica Cortez (mezzo-soprano)
- Ileana Cotrubas (soprano)
- Hariclea Darclée (soprano)
- Georges Enesco (compositeur)
- Angela Gheorghiu (soprano)
- Clara Haskil (pianiste)
- Dinu Lipatti (pianiste)
- Radu Lupu (pianiste)
- Marcel Mihalovici (compositeur)
- Mariana Nicolesco (soprano)
- Dimitrie Onofrei (ténor)
- Ionel Perlea (chef d'orchestre)
- Constantin Silvestri (chef d'orchestre)
- Leontina Vaduva (soprano)
- Andrei Vieru (pianiste)
- Gheorghe Zamfir (flûtiste de Pan)
- Virginia Zeani (soprano)
- Anatol Vieru

## Acteurs, réalisateurs et metteurs en scène
- Paul Barbă-Neagră (metteur en scène)
- Liviu Ciulei (metteur en scène, réalisateur)
- Anamaria Marinca (actrice)
- Maia Morgenstern (actrice)
- Cristian Mungiu (réalisateur)
- Jean Negulesco (réalisateur)
- Cristian Nemescu (réalisateur)
- Lucian Pintilie (réalisateur)
- Florian Pittiș (acteur, metteur en scène)
- Elvire Popesco (actrice)
- Corneliu Porumboiu (réalisateur)
- Cristi Puiu (réalisateur)
- Edward G. Robinson (acteur)
- Maria Ventura (actrice)

## Savants
- Dinu Adamesteanu (Archéologue)
- Victor Babeș (physicien et biologiste)
- Constantin Atanasie Bona (Immunologiste)
- Mihai Ioan Botez (Neuropsychologue)
- Alexandru Ciurcu (inventeur d'un moteur à réaction)
- Henri Coandă (Ingénieur, pionnier dans le domaine des turboréacteurs)
- Mircea Fotino (Biologiste)
- Matila Ghyka (Mathématicien, philosophe)
- Dan Grindea (Économiste)
- Victor Ionasesco (Neurogénéticien)
- Marian Ionesco (Cardiochirurgien)
- Constantin Levaditi (Virologue)
- George Emil Palade (Biologiste, Prix Nobel)
- Ion N. Petrovici (Neurologue)
- Veronika Petrovici (Chirurgienne plastique)
- Alexandru Proca (Physicien théoricien)
- Emil Racoviță (Biologiste)
- Petre Sergescu (Mathématicien)
- Mircea Steriade (Neurophysiologiste)